# Presbytis natunae
Presbytis natunae (Сурілі натунський) — вид приматів з роду Presbytis родини мавпові.

## Опис
Це відносно невеликі, тонкі примати з довгими задніми ногами і довгим хвостом. Хутро сіро-коричневе на спині, черево світліше. Обличчя темне, з вражаючими яскравими кругами навколо очей і яскравою областю морди, на верхній частині голови є шевелюра.

## Поширення
Живе в північних островах Натуна біля північно-західного узбережжя Борнео, Індонезія. Проживає, в тому числі у первинних і вторинних лісах і каучукових плантаціях.

## Стиль життя
Мало що відомо про їх спосіб життя. Вони живуть у невеликих групах від двох до шести тварин, зазвичай з одного самця, одного або кількох самиць і потомства. Вони деревні й денні. Їхня дієта повинна складатися з рослин, в основному молодого листя, насіння і плодів.

## Загрози та охорона
Вид знаходиться під загрозою в частині ареалу через полонення особин як домашніх тварин, але головним чином триваючу деградацію і скорочення лісу. Внесений в Додаток II СІТЕС, але не захищений національним законодавством.